# Total Chaos
Total Chaos — американская хардкор-панк-группа, основанная в 1989 году в Помона Уэйлли, Калифорния. Вокалист группы Роб Чаос является одним из директоров независимого лейбла SOS Records, выпустившего альбомы известных панк и Oi!-исполнителей, таких как The Exploited, Vice Squad, Sham 69, Conflict, The Adicts, Abrasive Wheels и многих других. Вместе с Джей Ли из группы Resist and Exist музыканты провели социальные акции Еда вместо бомб, открыли Los Angeles Anarchist Center и поддержали Big Mountain Indian Reservation.

## История
Группа Total Chaos была основана в 1989 году вокалистом Робом Чаосом, гитаристом Гарри Думом, бас-гитаристом Джо И. Бастардом и барабанщиком Стивом Гербаксом. В 1991 году группа записала своё первое демо под названием Punk Invasion, а затем мини-альбом Nightmares, вышедший на семидюймовом виниле в 1992 году. В 1993 году группа записала свой дебютный альбом We Are the Punx, We Are the Future. Все записи были выпущены на собственные средства участников Total Chaos, по этому имели небольшой тираж. Вскоре после того, как группу покинул Гарри Дум, который был заменёл Рональдом Макмардером. В новом составе группа провела успешный тур по Мексике с мексиканской группой Yaps.
Вскоре группа подписала контракт с крупным независимым лейблом Epitaph Records и в 1994 году выпустила второй альбом Pledge of Defiance. В поддержку альбома Total Chaos провели тур совместно с ска-панк-коллективом Mighty Mighty Bosstones. После турне к группе присоединился Герм в качестве второго гитариста. В 1995 году музыканты выпустили ещё один альбом на Epitaph Records — Patriotic Shock. На нём стали присутствовать социально-политические темы, темы борьбы с расизмом. Летом того же года коллектив посетил Европу, где к группе присоединился новый ведущий гитарист, Шон Смэш, когда Total Chaos играли в Германии на фестивале в поддержку борьбы с загрязнением окружающей среды.
В 1996 году к группе присоединился новый барабанщик Сьюзи Хоумрекер, с которым музыканты выпустили новый альбом под названием Anthems From the Alleyway. Он отличает от предыдущих сильным влиянием панк-музыки из 1970-х годов. К 1997 году группа потеряла контакт с Epitaph Records во время записи демо для предстоящего альбома, главным образом из-за сильной наркотической зависимости основателя лейбла Бретта Гуревича.

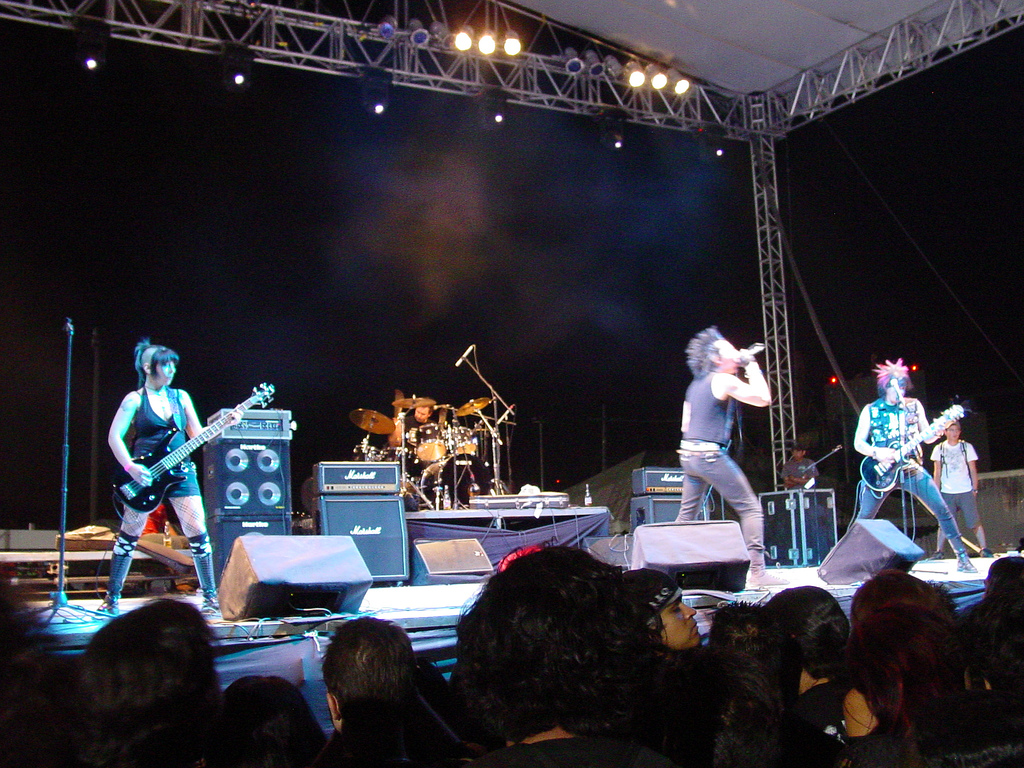
Total Chaos на концерте в Мексике (2007)

К началу 1998 года группа Total Chaos распалась, хотя к сентябрю коллектив вновь собрался, но уже без Хоумрекера, поскольку тот был замечен в краже фирмленных футболок группы, которые продавал по сниженным ценам. Музыканты попросили барабанщика Трейси Майклза выступить в качестве барабанщика на однин концерт в честь их воссоединения, проходивший в Showcase Theatre. Они продолжили поиски ударника и вскоре нашли подходящую кандидатуру — Дэнни Бой Вайруса. Вскоре группа подписала контракт с лейблом Cleopatra Records, при поддержке которого в 1999 году выпустила альбом In God We Kill и провела тур с Blanks77 и японский тур в 2000 году. В 2001 году музыкантами был подписан новый контракт с компанией Reject Records, на котором они выпустили альбом Punk Invasion при участии нового бас-гитариста Тодда Трэша.
В 2002 году группа была приглашена в знаменитое турне Warped Tour совместно с группами The Casualties, Pistol Grip, Mighty Mighty Bosstones, Anti-Flag и Bad Religion. После окончания тура к коллективу присоединился ударник из первоначального состава Стив Гербокс и новый басистом Чарли Брэнс, бывший член группы Life’s Halt. В новом составе музыканты выпустили альбом Freedom Kills на лейбле SOS Records и провели гастроли с группами The Adicts, The Exploited и Conflict.
На 14 Октября 2003 года был запланированконцерт в Монреале совместно с The Exploited, но из-за правовых проблем обе группы не были выпущены из США. Одна из причин заключалась в том, что участники The Exploited лгали канадской таможне, что они отправляются в Канаду как туристы и не являются членами музыкальной группы, но были задержаны, когда один из работников таможни показал фотографию фронтмена Уотти на сцене с группой. Total Chaos было отказано в въезде в Канаду из-за судимости некоторых членов коллектива, хотя Роб Чаос заявлял: «Оны стало быть против закона, если смотрят в чьё-то прошлое и копаются в том, что они сделали пятнадцать лет назад». После отмены концерта фанаты группы подняли широкую волну протестов и устроили беспорядки, в ходе которых было повреждено множество автомобилей и магазинов, а также несколько сотрудников полиции получили ранения и было арестовано большое количество людей. События широко освещались в средствах массовой информации.

## Дискография

### Студийные альбомы
- World Of Insanity – 2015, SOS Records
- Battered And Smashed — 2011, Concrete Jungle Records
- Avoid All Sides — 2008, Punk Core Records
- Freedom Kills — 2003, SOS Records.
- Punk Invasion — 2001, SOS Records.
- In God We Kill — 1999, Cleopatra Records.
- Anthems From the Alleyway — 1996, Epitaph Records.
- Patriotic Shock — 1995, Epitaph Records.
- Pledge of Defiance — 1994, Epitaph Records.
- We Are the Punx, We Are the Future — 1993, self-released.

### Мини-альбомы
- D. U. I: Drunk Unemployed Incarcerated — 2002, Reject Records.
- Nightmares — 1992, self-released.
- Punk Invasion (Demo) — 1991, self-released.

### Сборники
- 17 Years of Chaos — 2007, SOS Records.
- The Feedback Continues 1990—1992 — 2007, Gutter Shock.
- Years of Chaos — 2006, I Used to Fuck People Like You In Prison.
- Early Years 89-93 — 2006, Cleopatra Records.